# Renault Twingo

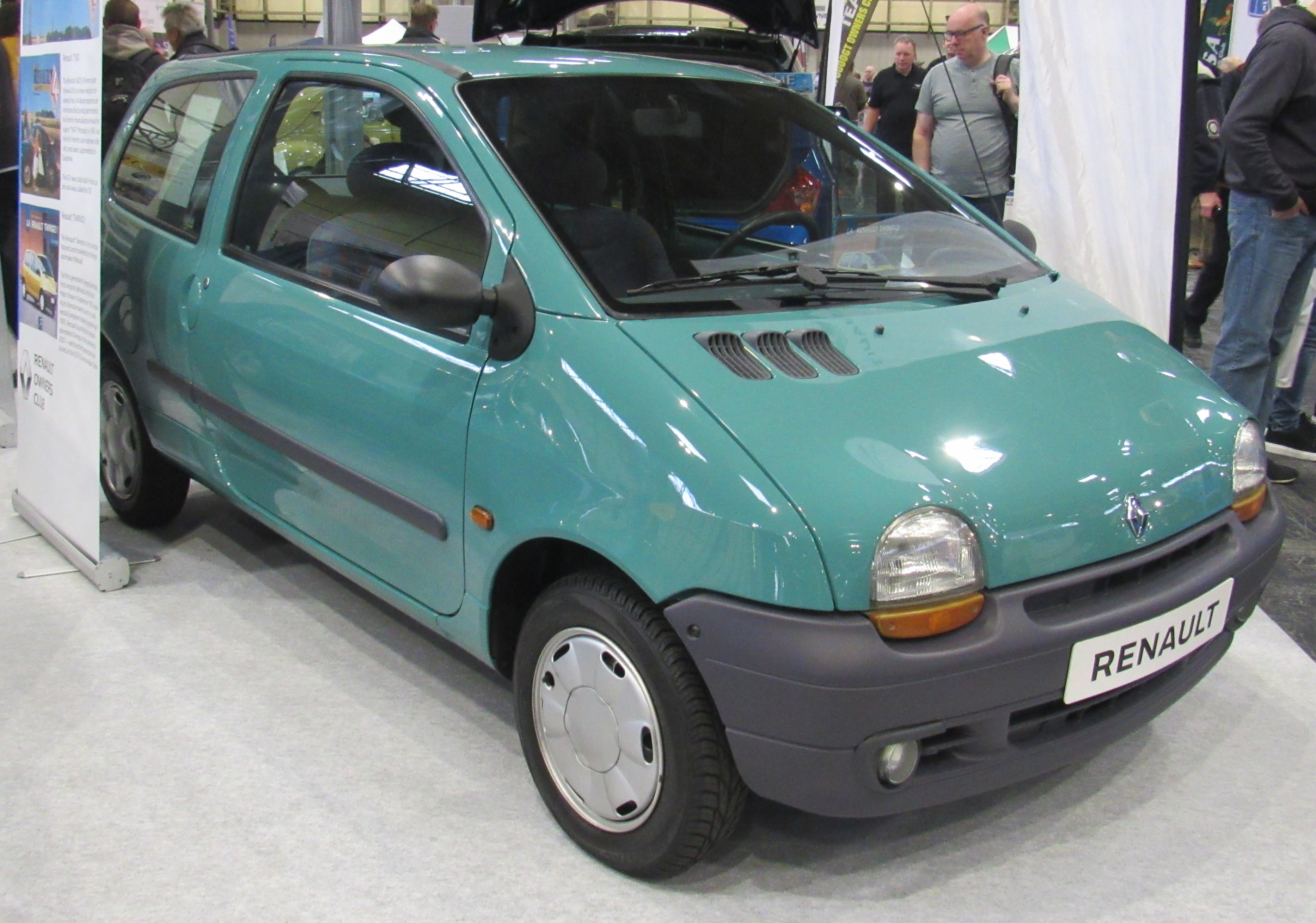
Primera generació del Renault Twingo

El Renault Twingo és un automòbil del segment A produït pel fabricant francès Renault des de l'any 1992. És un quatre places amb carrosseria hatchback de tres portes, motor davanter transversal de quatre cilindres en línia i tracció davantera.

## Primera generació (1992-2012)
La primera generació del Twingo és la primera incursió de Renault en el segment A. El seu frontal curt i capó paral·lel al parabrises ho assemblen a un monovolum, malgrat la seva altura total i la disposició dels seients són típiques d'un automòbil de turisme. Aquestes dues característiques li permeten tenir un interior més espaiós que els seus rivals, a costa de motors forçosament menuts i, per tant, poc potents.
En el llançament, el Twingo tenia un motor de gasolina de 1.2 litres de cilindrada amb vuit vàlvules i 55 CV de potència màxima. Aquest va ser reemplaçat per un 1.1 litres amb una potència màxima augmentada a 60 CV. Una variant de setze vàlvules i 75 CV va ser afegida l'any 2000. En Brasil es va vendre també amb un gasolina 1.0 litres i setze vàlvules.
La primera generació es va produir fins al de 8 de juny de 2012 en la planta de SOFASA en Envigado, Colòmbia per a Sud-amèrica.

## Segona generació (2007-2014)
La segona generació del Twingo va ser presentada oficialment en el Saló de l'Automòbil de París de 2006. Va rebre 28 punts i quatre estrelles en la prova de protecció a adults en xocs d'EuroNCAP, el menor puntuatge d'un model de Renault des de l'any 2003, quan es va provar la primera generació del Twingo i el Renault Kangoo.
El motor de gasolina base té 1.2 litres de cilindrada i existeix en tres variants: atmosfèrica amb vuit vàlvules i 60 CV de potència màxima; atmosfèrica amb setze vàlvules i 75 CV; i amb turbocompressor, setze vàlvules i 100 CV. La versió esportiva "Twingo RS" duu un 1.6 litres atmosfèric de quatre vàlvules per cilindre i 133 CV de potència màxima. També existeix una variant Dièsel, un 1.5 litres de 65 o 85 CV amb turbocompressor i injecció directa amb tecnologia common rail.

## Galeria

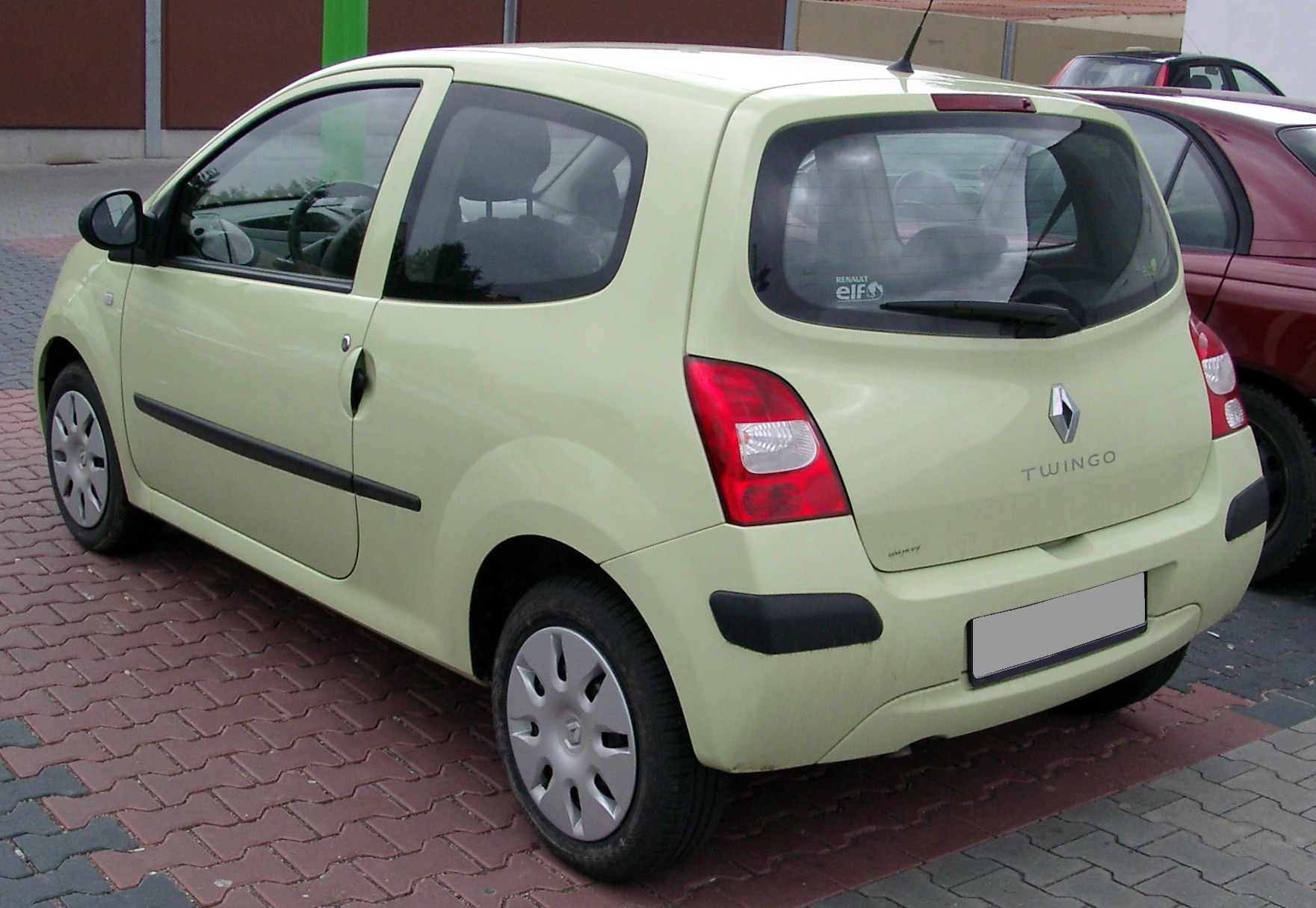
Part del darrere del Twingo
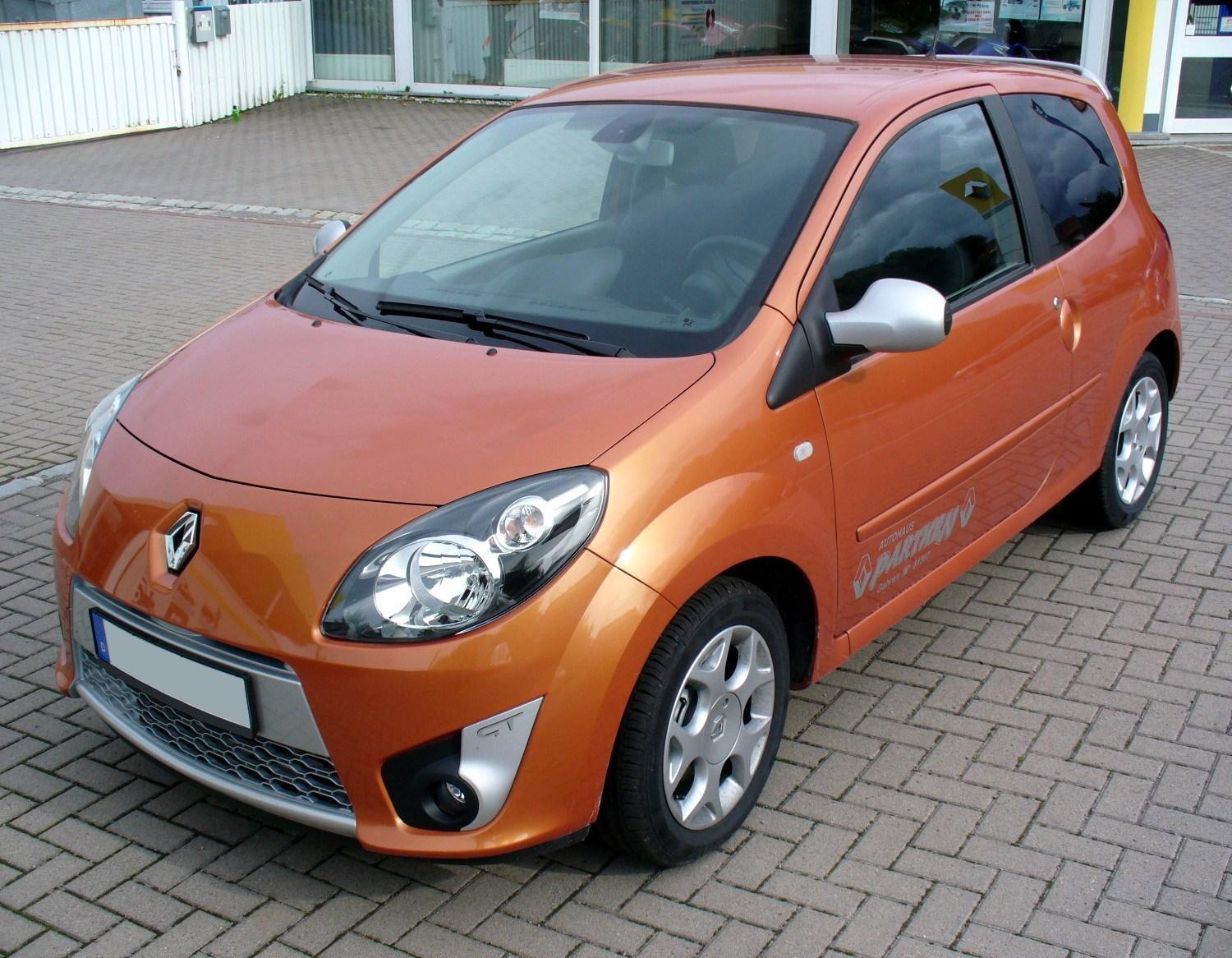
Renault Twingo GT
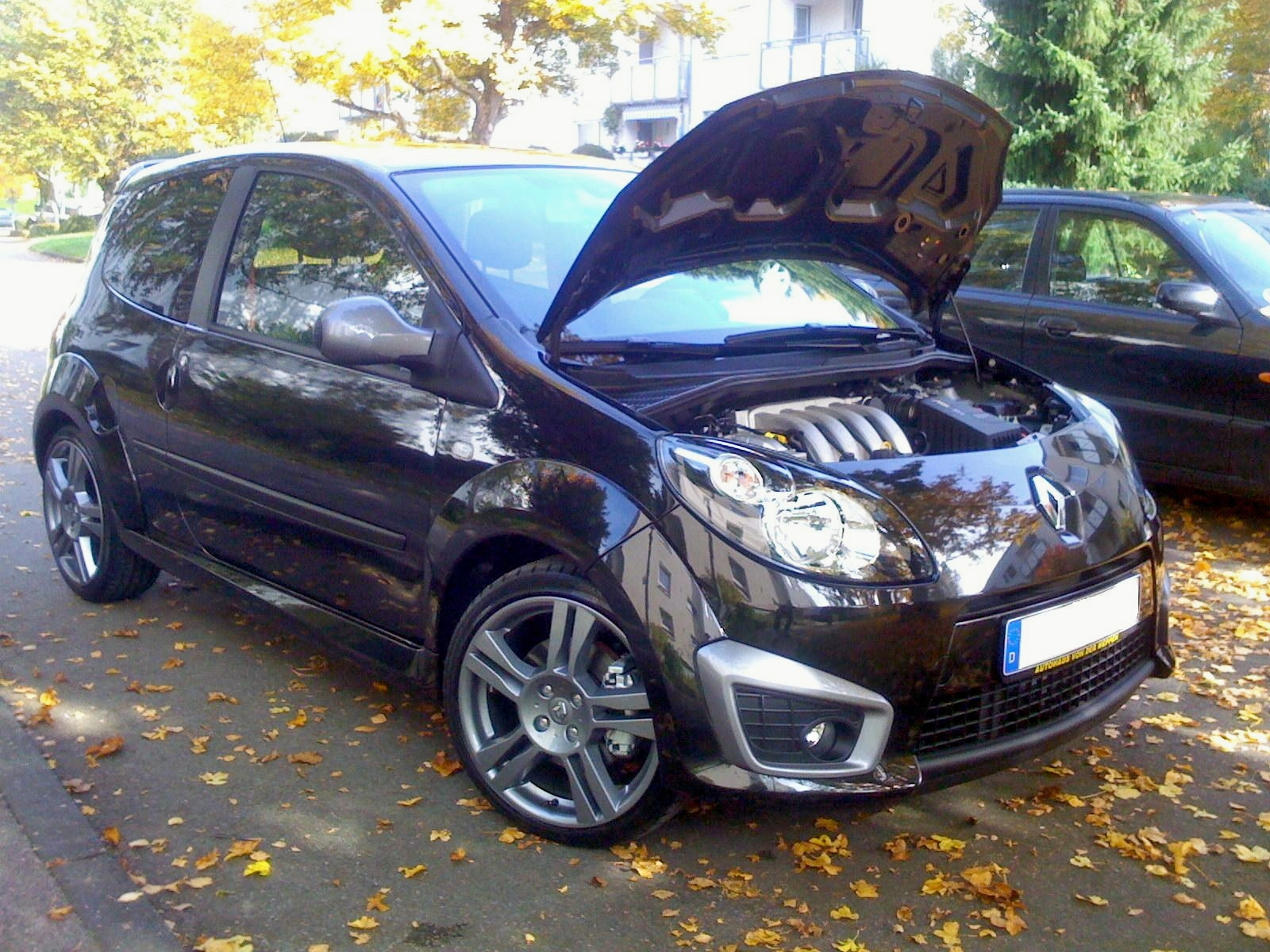
Renault Twingo RS
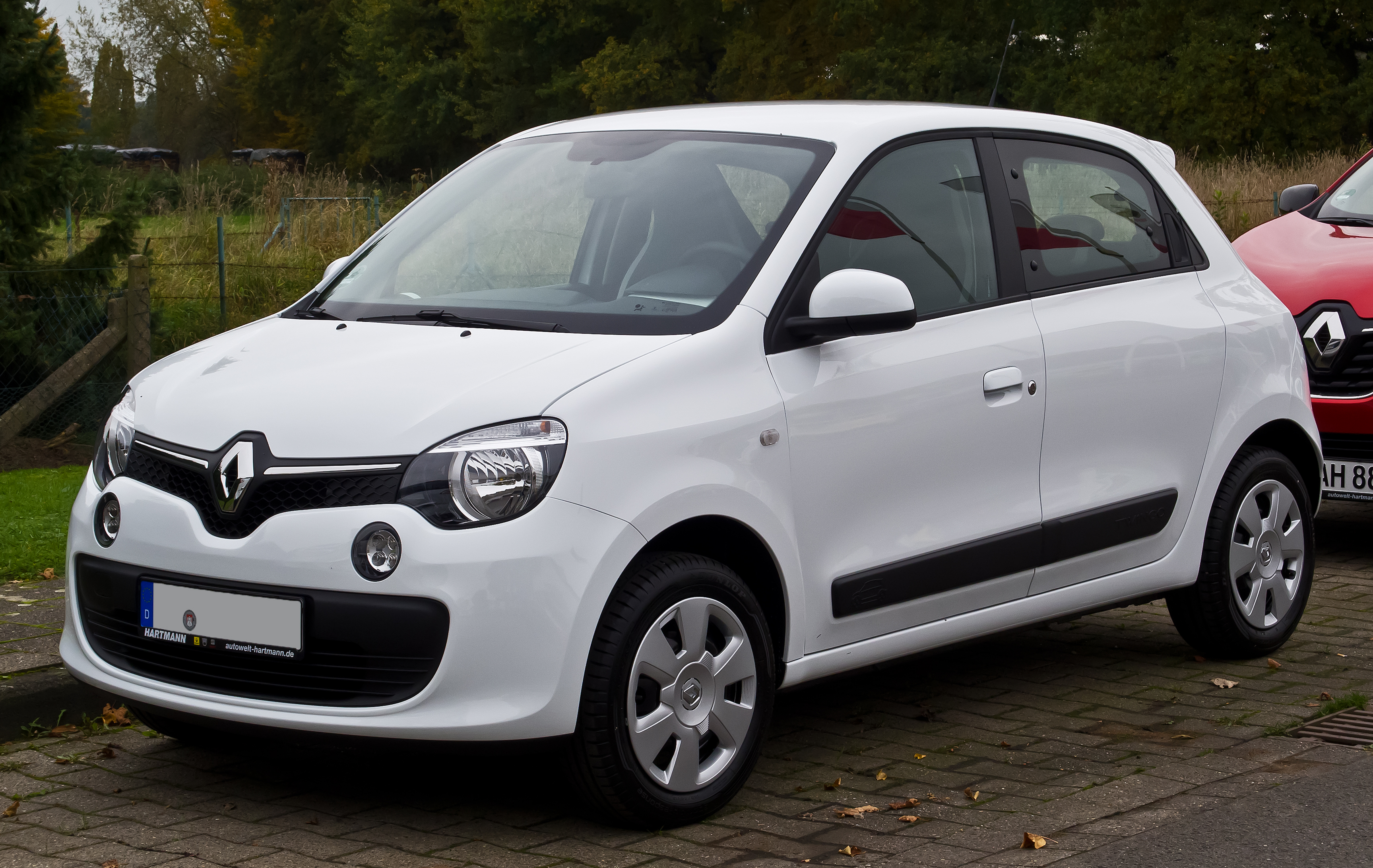
Renault Twingo Dynamique